# Lluís Vicenç Gargallo
Lluís Vicenç Gargallo (ca 1636-Barcelona, 19 de febrer del 1682) va ser un músic i compositor de l'època barroca.

## Biografia
Nasqué molt probablement al País Valencià. Entrà com a infant de cor de la catedral de València vers 1648-1649 i hi romangué fins a 1651 o 1652. Allí rebé la seva primera formació musical a càrrec dels mestres de capella Francesc Navarro (fins al 1650) i Dídac Pontac; no està documentat si continuà els seus estudis musicals a la mateixa seu, però seria versemblant que ho hagués fet amb els successius mestres de capella: Pontac, Urbà de Vargas des del 1653 i Gracián Babán a partir del 1657.
Gargallo va prendre possessió de la plaça de mestre de capella d'Osca el 1659 sense oposició; des de 1667 la catedral va patir problemes econòmics, un possible motiu pel qual Gargallo va marxar el 1667 i va optar per la plaça de mestre de capella a Barcelona, després de la mort de Miquel Selma el 1667. La seva estància a la seu va ser molt activa i productiva. Entre els seus nombrosos deixebles està Josep Gas, futur mestre de Mataró, de Santa Maria del Mar i de la catedral de Girona; Felip Olivellas, mestre de Tarragona i del Palau de la Comtessa de Barcelona; Ignasi Vidal, organista de Santa Maria del Mar; i Isidre Serrada, mestre de la Seu d’Urgell. Va intervenir també en nombrosos tribunals d'oposicions tant a Barcelona com a Tarragona i València i treballar amb els principals organistes i compositors catalans i valencians de l’època.
Obra: Es coneixen 103 manuscrits de Gargallo, que suposen un total de 34 composicions litúrgiques i 43 obres de romanç, entre les que es troben dos oratoris. Entre aquests manuscrits no hi ha cap esborrany original, sinó que, en general, la seva obra es conserva en particel·les soltes i, en algun cas, partitures generals copiades dins d’antologies de l’època. Es comú trobar-se amb obres datades i inclús algunes són còpies autògrafes; el més probable és que les dates siguin les de les còpies. El balanç entre les obres litúrgiques i les de romanç sol ser habitual en aquella època, i això confirma la tendència d’alternar aquest tipus de composicions.
La major part de la producció de Gallardo és policoral i la seva escriptura, generalment, a 2 cors i 8 veus. La presència instrumental té un particular interès, freqüentment els acompanyaments es distribueixen entre l’acompanyament partit i el continu, sovint encomanat per l’arpa i algun cop per la “scythera”. El baix del cor és sempre instrumental. El conjunt més habitual en les obres policorals és el format per les xirimies i el sacabutxe. El més singular del tractament instrumental de Gargallo resideix en a interacció del llenguatge vocal i instrumental que prescindeix del cor compacte per conjuntar-se independentment a un concertato. Procediment que també es pot apreciar en altres compositors catalans i valencians de la segona meitat del segle xvii.
L’obra litúrgica respon als criteris d’aquella època, en la que l’ús de l’estil contrapuntístic i l’homofònic, així com la fragmentació temàtica, demostres la paulatina i creixent impregnació de la seconda prattica en la música eclesiàstica. Pel que fa a la música de romanç, cal destacar el seu caràcter obert i directe, en consonància amb la major flexibilitat del gènere. Gargallo experimenta algunes novetats en aquestes formes, com l’esquema de tres moviments i la variació temàtica en les cobles.
Els oratoris: és autor de dos oratoris, Historia de Joseph i Aquí la fe, que constitueixen els testimonis més antics d’aquest gènere a Espanya. Totes dues obres, que van formar part de l’antiga biblioteca de Joan Carreras i Dagas, es troben a la Biblioteca de Catalunya de Barcelona. La historia de Joseph  narra els episodis fonamentals de José i els seus germans. Escrit per a 10 veus i 3 cors amb els principals protagonistes Joseph i Jacob. Aquí de la fe porta el títol de villancet i el tema és el sacrifici d’Abraham i Isaac. Per les seves característiques formals, es pot suposar que es tracta d’una obra posterior a la Historia de Joseph. Escrita també a 10 veus, el primer cor registra els papers dels dos protagonistes: Abraham i Isaac.
També hi ha constància d’algunes obres perdudes d’aquest compositor: un motet a San Francisco Xavier, dos salms Laetatus sum i els motets Anima Christi i Felix namque. El catàleg de la obra conservada de Gallardo ha sigut publicat a F. Bonastre: Historia de Joseph, Barcelona, 1986.

## Obres

### Temàtica litúrgica
- Benedictus Dominus Israel
- 2 Cum invocarem
- 3 Dies irae
- Dixit Dominus
- Fratres, sobrii estote et vigilate, a 16 veus
- 2 In te Domine speravi
- 2 Laudate Dominum
- Libera me Domine, a 8 veus
- 2 Magnificat
- Memento Domine David
- Miserere a 8
- 3 Missa
- Missa de Batalla a 8
- Missa de Difunts, a vuit veus
- 5 Nunc dimittis
- O bone pastor
- 2 Qui habitat
- Responde mihi, lliçó de Difunts a vuit veus

### Altres obres religioses i profanes
- A las fiestas que el cielo, a 4, "tono"
- Aguas suspended, parad, "tono"
- Ah de la guarda, a 5, villancet
- Alegría pecadores, a 10, villancet
- Aquí de la fe (dècada del 1670-1680), oratori per a 10 veus, orgue i continu
- Aurora soberana, a 10, villancet
- Ay que se quema, a 4, "tono"
- cuanto más la pierdo de vista, a 5, "tono"
- Detente, pasajero, a 4, "tono"
- El fuego i el aire, a 4, "tono"
- Historia de Joseph (dècada del 1670-1680), oratori
- Oiga todo pecador, a 8, villancet
- Oigan qué de quebrados, a 8, villancet
- Olé, que jacarilla que traigo, a 8, villancet
- Para una fiesta, a 11, villancet
- Por celebrar amorosos, a 10, villancet
- Principes persecuti sunt, a 8, villancet
- Que prisión, a 4, "tono"
- Salve, divina aurora, a 12, "tono"
- Válgame Dios, qué será, a 12, villancet